# ティグラノセルタ
ティグラノセルタ (ギリシア語: Τιγρανόκερτα, アルメニア語: Տիգրանակերտ, 英語: Tigranocerta)は、紀元前77年から紀元前69年までアルメニア王国の首都だった古代都市。名称はこの都市を建設したティグラネス2世に由来し、「ティグラネスによってつくられた」を意味する。その遺跡は発見されていないが、今日のトルコ・ディヤルバクルの東方に位置していたとされている。歴史的にアルメニアには同じ名称で呼ばれた都市が4つあり、残りの3つはナヒチェヴァン、カラバフ、Utikにあった。

## 歴史

### 建設の背景

ティグラネス2世時代のアルメニア王国

紀元前189年にはアルタクシアス1世（アルサケス1世）によってアルタクシアス朝アルメニア王国が始まり、アルタクシアス1世は王国の首都として紀元前176年にアルタクサタを建設した。ティグラネス1世は即位の見返りに領土の大部分をパルティアに割譲させられるが、その息子ティグラネス2世は弱体化したパルティアから領土を奪い返し、アルメニア王国は最大版図を迎えた。ティグラネス2世の治世のアルメニア王国は、東側はカスピ海沿岸、北側は黒海、南西側は地中海にまで及んだ。

### アルメニア王国の首都

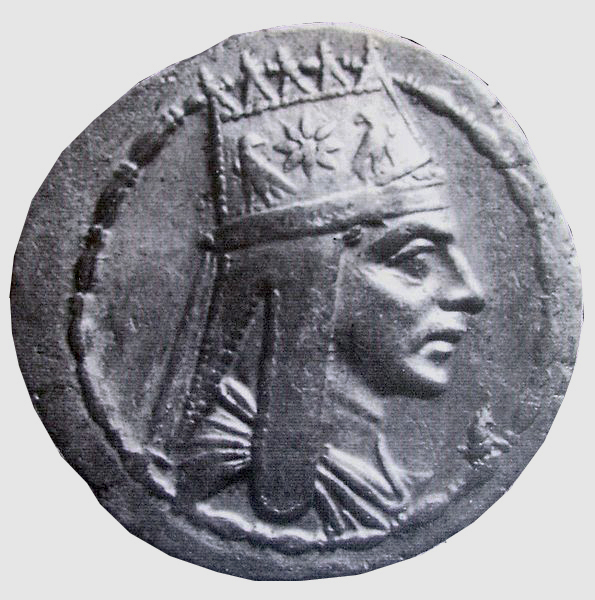
ティグラネス2世の肖像

ティグラネス2世は紀元前83年に新都ティグラノセルタを建設し、紀元前77年にアルタクサタから首都を移すと、メソポタミア・キリキア・カッパドキアなどからギリシア人・ユダヤ人・アラブ人などを移住させた。ローマの歴史家カッシウス・ディオは「建設する都市の人口を補うために、ティグラネス2世は多くの住民に移住を強要した」と書いている。新都は城壁を備えた大規模な都市であり、貯蔵庫や厩舎も城壁の内側にあったという。城壁の外側には庭園や猟場があった。
街の市場は世界中から集まった貿易商であふれ、近東の重要な商業拠点だけでなく文化拠点にもなっている。ティグラネス2世によって劇場が建設され、ギリシア人俳優などが戯曲を演じた。上層階級はペルシア語とギリシア語を話し、庶民はアルメニア語を話した。ローマの著述家プルタルコスはティグラノセルタについて、「あらゆる平民や貴人が色を添えようと努めている、豊かで美しい都市」と書いている。アルタクシアス朝期のヘレニズム文化は強い影響力を持ち、実際にギリシア語は宮廷での公用語だった。ティグラネス2世はアルメニア王国を4つの戦略的地域や州に分割した。

### ティグラノセルタの戦い

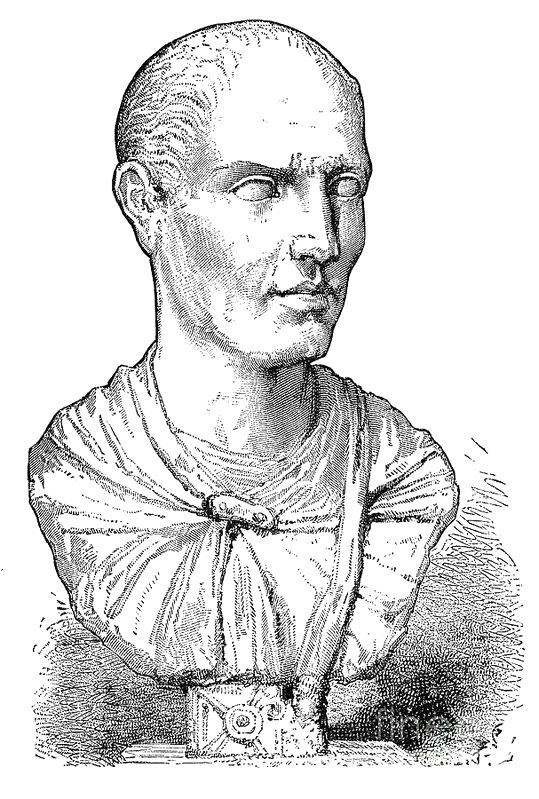
ローマ軍を率いてティグラノセルタを奪ったルクッルス

ルキウス・リキニウス・ルクッルス率いるローマ軍は、紀元前69年のティグラノセルタの戦いでティグラネス2世に勝利した。ティグラノセルタの街を略奪した後、多くの住民を彼らがもともと住んでいた土地に返した。教会の彫像などが破壊されたり略奪された上で、街は炎上させられた。大量の金や銀が戦利品としてローマに持ち去られた。ルクッルスは彫像・ポット・カップ・その他の価値ある金属類や宝石などを溶かして金や銀を取り出した。略奪が行われている間に、多くの住民は街から田舎に逃げた。新たに建設されたばかりだった劇場も火災で焼失している。プルタルコスは、「この偉大な都市が壊滅的な破壊から復興することはないだろう」と書いている。この戦い後には首都が再びアルタクサタに移された。

### その後
グナエウス・ポンペイウスのオリエント征服の際、ティグラノセルタはローマ軍によって簡単に奪取されたが、ティグラネス2世がポンペイウスに対して降伏した後に、ローマに対する賠償金として6,000タレントを支払ったため、アルメニア王国はティグラネス2世に返還された。ローマ＝パルティア戦争 (58年-63年)の際にはグナエウス・ドミティウス・コルブロ率いるローマ軍によって再奪取された。
オスマン帝国時代、アルメニア人はディヤルバクルの都市をDikranagerd（西アルメニアの発音ではティグラノセルタ）として言及した。

## 文献
参考文献
- 中島, 偉晴、バグダサリヤン, メラニア『アルメニアを知るための65章』明石書店〈エリア・スタディーズ〉、2009年。
- ブルヌティアン, ジョージ『アルメニア人の歴史 古代から現代まで』小牧昌平（監訳)、渡辺大作（訳）、藤原書店、2016年。

その他の文献
- Khachatryan, J. D.; Hakobyan, N. F. (2010). “Տիգրանակերտ մայրաքաղաքը” (アルメニア語). Lraber Hasarakakan Gitutyunneri (Yerevan: Armenian Academy of Sciences):  424–432. ISSN 0320-8117.
- Hakobyan, Hayk (2007). “Հին Հայաստանի մայրաքաղաք Տիգրանակերտը” (アルメニア語). Patma-Banasirakan Handes (3):  3–29.